# MNIST (база данных)
База данных MNIST (сокращение от «Modified National Institute of Standards and Technology») — объёмная база данных образцов рукописного написания цифр. База данных является стандартом, предложенным Национальным институтом стандартов и технологий США с целью калибрации и сопоставления методов распознавания изображений с помощью машинного обучения в первую очередь на основе нейронных сетей. Данные состоят из заранее подготовленных примеров изображений, на основе которых проводится обучение и тестирование систем. База данных была создана после переработки оригинального набора чёрно-белых образцов размером 20x20 пикселей NIST. Создатели базы данных NIST, в свою очередь, использовали набор образцов из Бюро переписи населения США, к которому были добавлены ещё тестовые образцы, написанные студентами американских университетов. Образцы из набора NIST были нормализированы, прошли сглаживание и приведены к серому полутоновому изображению размером 28x28 пикселей.
База данных MNIST содержит 60000 изображений для обучения и 10000 изображений для тестирования. Половина образцов для обучения и тестирования были взяты из набора NIST для обучения, а другая половина — из набора NIST для тестирования.
Производились многочисленные попытки достичь минимальной ошибки после обучения по базе данных MNIST, которые обсуждались в научной литературе. Рекордные результаты указывались в публикациях, посвящённых использованию свёрточных нейронных сетей, уровень ошибки был доведён до 0,23 %. Сами создатели базы данных предусмотрели несколько методов тестирования. В оригинальной работе указывается, что использование метода опорных векторов позволяет достичь уровня ошибки 0,8 %.

## Качество результата и развитие подходов
В некоторых работах отмечают высокие результаты систем, построенных на ансамблях из нескольких нейронных сетей; при этом качество распознавания цифр для базы MNIST оказывается сравнимым с уровнем человека, а для других задач распознавания, в частности, для дорожных знаков — даже в два раза лучше.
На оригинальных страницах создателей отмечаются ошибки в 12 % при использовании простых линейных классификаторов без предварительной обработки.
В 2004 году система LIRA, использующая трёхслойный перцептрон Розенблатта, получила уровень ошибки 0,42 %.
Проводились исследование на обучении по системе MNIST с использованием случайных искажений. В качестве искажений вводились аффинные или упругие преобразования. Иногда такие системы достигали хороших показателей, в частности имеются публикации про уровень ошибки 0,39 %.
В 2011 был достигнут уровень ошибок 0,27 % при использовании нейронных сетей. В 2013 появились публикации о достижении ошибки 0,21 %, используя регуляризацию нейронных сетей (через разрывы соединений DropConnect).
Позднее применение одиночной свёрточной нейронной сети позволило улучшить качество до уровня ошибки 0,31 %. Самый лучший результат на одиночной свёрточной нейронной сети показала система, полученная после 74 эпох обучения — 0,27 %. Однако ансамбль из пяти свёрточных нейронных сетей позволил добиться 0,21%-го уровня ошибок. В 2018 году исследователи, использующие Random Multimodel Deep Learning (RMDL), сообщили об ошибке в размере 0,18 процента, улучшив предыдущий наилучший результат: новый ансамбль, метод глубокого обучения для классификации .

## Сопоставление систем
В таблице собраны примеры результатов машинного обучения в различных системах классификации изображений:
| Тип                                                | Структура                                                                | Искажения          | Предварительная обработка      | Ошибка (%) |
| -------------------------------------------------- | ------------------------------------------------------------------------ | ------------------ | ------------------------------ | ---------- |
| Линейный классификатор                             | Одноуровневый перцептрон                                                 | Нет                | Нет                            | 12         |
| Линейный классификатор                             | Попарный линейный классификатор                                          | Нет                | Выравнивание                   | 7.6        |
| Метод k ближайших соседей                          | K-NN с нелинейной деформацией (P2DHMDM)                                  | Нет                | Shiftable edges                | 0.52       |
| Gradient boosting                                  | Обработка остатков на базе признаков Хаара                               | Нет                | Признаки Хаара                 | 0.87       |
| Нелинейный классификатор                           | 40 PCA + квадратичный классификатор                                      | Нет                | Нет                            | 3.3        |
| Метод опорных векторов                             | Виртуальная система опорных векторов, deg-9 poly, 2-pixel jittered       | Нет                | Выравнивание                   | 0.56       |
| Нейронная сеть                                     | 2-уровневая сеть 784-800-10                                              | Нет                | Нет                            | 1.6        |
| Нейронная сеть                                     | 2-уровневая сеть 784-800-10                                              | Упругие деформации | Нет                            | 0.7        |
| Глубокая нейронная сеть                            | 6-уровневая сеть 784-2500-2000-1500-1000-500-10                          | Упругие деформации | Нет                            | 0.35       |
| Свёрточная нейронная сеть                          | 6-уровневая сеть 784-40-80-500-1000-2000-10                              | Нет                | Расширение данных для обучения | 0.31       |
| Свёрточная нейронная сеть                          | 6-уровневая сеть 784-50-100-500-1000-10-10                               | Нет                | Расширение данных для обучения | 0.27       |
| Свёрточная нейронная сеть                          | Ансамбль из 35 CNN-сетей, 1-20-P-40-P-150-10                             | Упругие деформации | С нормализацией                | 0.23       |
| Свёрточная нейронная сеть                          | Ансамбль из 5 CNN-сетей, 6-уровней 784-50-100-500-1000-10-10             | Нет                | Расширение данных для обучения | 0.21       |
| Случайное мультимодельное глубокое обучение (RMDL) | 30 моделей случайного глубокого обучения (RDL) (10 CNN, 10 RNN и 10 DNN) | Нет                | Нет                            | 0.18       |